# Parc éolien de Lillgrund
Le parc éolien de Lillgrund est un parc éolien situé dans le détroit de l'Øresund près de Malmö dans le sud de la Suède. Avec une puissance de 110 MW, c'est le plus important parc éolien de Suède, ainsi que le troisième plus important parc éolien offshore au monde lors de sa création. Il a été construit en 2007, et appartient à Vattenfall. Il est composé de 48 éoliennes Siemens de 2,3 MW chacune.